# Orimarga (Orimarga) virgo
Orimarga (Orimarga) virgo is een tweevleugelige uit de familie steltmuggen (Limoniidae). De soort komt voor in het Palearctisch gebied.